# Belloite
La belloite è un minerale.

## Etimologia
Il nome è in onore del fondatore dell'Università del Cile Andrés Bello (1780-1865).